# Кушкуак
Кушкуак (баш. Ҡушкыуаҡ) — деревня в Чишминском районе Республики Башкортостан Российской Федерации. Входит в состав Сафаровского сельсовета, расположена на реке Удряк.  

## География

### Географическое положение
Расстояние до:
- районного центра (Чишмы): 18 км,
- центра сельсовета (Сафарово): 6 км,
- ближайшей ж/д станции (Удряк): 3 км.

## Население
| 2002 | 2009 | 2010 |
| ---- | ---- | ---- |
| 59   | ↘56  | ↘53  |

Национальный состав
Согласно переписи 2002 года, преобладающая национальность — татары (86 %).